# Hermes Pan
Hermes Pan, eigentlich Hermes Pangiotopolous (* 10. Dezember 1909 in Nashville, Tennessee; † 19. September 1990 in Beverly Hills, Kalifornien) war ein amerikanischer Tänzer und Choreograf, der vor allem durch seine Choreografien für die Filme mit Fred Astaire und Ginger Rogers Bedeutung erlangte.

## Leben
Pans Vater, der griechischer Konsul in Memphis war, stammte aus Egio, Peloponnes, wo seine Familie das erste Theater gegründet hatte. Nach dessen frühen Tod verlor die Familie ihren gesamten Besitz. Daraufhin zog die Mutter mit ihren beiden Kindern in eines der ärmsten Stadtviertel von New York City, wo Hermes von den afro-amerikanischen Kindern auf der Straße seine ersten Stepptanzschritte erlernte. Später ging er mit seiner Schwester nach Los Angeles. Seine Karriere startete 1928 als Chorussänger bei den Marx Brothers in der Broadway-Produktion Animal Crackers, wo er auch mit seiner Schwester Vasso als Tänzer auftrat. Später folgten zahlreiche Auftritte im Chorus vieler Astaire-/Rogers-Filme. Zum ersten Mal traf er Ginger Rogers im Jahre 1930, wo er als Chorus Singer am Broadway-Musical Top Speed mitwirkte.
Fred Astaire, dem er physisch ähnelte, traf er am Set zu Carioca (1933), wo er als Assistent des choreografischen Direktors Dave Gould arbeitete. Als Astaire an einigen Schritten zur Nummer The Carioca arbeitete, sagte man ihm, dass Hermes Pan ein paar gute Ideen hätte. Pan zeigte ihm daraufhin einen kurzen Break, den er noch aus seinen Tagen auf der Straße mit den Kindern von New York kannte. Damit begann eine langjährige berufliche Zusammenarbeit, aus der auch eine private Freundschaft wurde. Pan und Astaire arbeiteten in sämtlichen RKO-Filmen zusammen, darunter Ein Fräulein in Nöten (1937), für den Hermes Pan 1937 den Academy Award für die beste Choreografie erhielt. Zuvor wurde er bereits zum Academy Award für die beiden Nummern Top Hat und The Piccolino aus Ich tanz mich in dein Herz hinein (1935) sowie für die Nummer Bojangles of Harlem aus Swing Time (1936) nominiert.
Hermes Pan arbeitete in 17 von insgesamt 31 Fred-Astaire-Filmen mit. Die Spezialeffekte aus drei Filmen hatten international Einfluss auf den Tanz im Film. Astaire nannte Pan seinen „Ideengeber“ („ideas man“). Obwohl Astaire seine Tänze zumeist selbst choreografierte und manchmal auch mit anderen Choreografen zusammenarbeitete, schätzte er stets die Assistenz von Hermes Pan, nicht nur als Ideengeber und Kritiker, sondern auch als Partner bei den Proben für die Paartänze, wo dieser den weiblichen Part übernahm. Nach der Einstudierung einer Choreografie, welche Astaire mit Ginger Rogers tanzen sollte, studierte Pan mit Rogers die Choreografie ein, da diese aufgrund anderer Verpflichtungen oft nicht an Astaires Probenterminen teilnehmen konnte. Zusätzlich doubelte er für die Tontechnik Ginger Rogers Klang der Steppschritte.
Pan setzte seine Arbeit mit Astaire bis zu dessen letztem Musical-Film Der goldene Regenbogen (1968) fort, dem allerdings kein Erfolg beschieden war. Der junge Regisseur Francis Ford Coppola hatte keine Erfahrung mit Musical-Filmen, rückte aber trotzdem nicht von seiner Art, wie er den Tanz filmen wollte, ab. Coppola griff auf die tanzende Kamera zurück, die in den frühen 1930ern eingeführt, ausgerechnet von Astaire aber aus dem Hollywood-Musical wieder verbannt wurde. Obwohl Pan einen kurzen Auftritt in diesem Film hatte, beendete Coppola die Zusammenarbeit mit Pan noch vor Ende der Dreharbeiten. Später gestand Coppola ein, dass er selbst alleine für den filmischen Misserfolg verantwortlich sei.
Abseits von den Arbeiten mit Astaire war Pan als Choreograf auch in anderen Filmproduktionen sehr gefragt, darunter Männer machen Mode (1952), Küß mich, Kätchen! (1953), Pal Joey (1957), Can-Can (1960), Mandelaugen und Lotosblüten (1961) und My Fair Lady (1964).
Für die aufwendige Bühnenarbeit zu Cleopatra (1963) mit Elizabeth Taylor konnte er ohne finanzielle Limits arbeiten. Als Ergebnis kam einer der aufwändigsten Filme seiner Zeit zustande.

## Auftritte im Film
Pans erster Filmauftritt fand als Klarinettist in der Astaire-Goddard Tanznummer I Ain’t Hep To That Step But I’ll Dig It in Second Chorus (1940) statt. Die einzige Astaire-Pan Tanznummer Me and the Ghost Upstairs aus demselben Film wurde herausgenommen. In Moon Over Miami (1942) tanzte er mit Betty Grable, in Die Königin vom Broadway (1942) mit Rita Hayworth. 1943 hatte er wiederum einen Auftritt in einem Film mit Betty Grable, und zwar in dem Musicalfilm Coney Island, 1950 an der Seite von Lana Turner in dem Drama Mein Leben gehört mir. Seine Auftritte im Film beschränkten sich auf die Funktion als Musiker und Tänzer, eine Sprechrolle hatte er nie in einem Film.
1958 erhielt er einen Emmy Award für den Fernsehfilm An Evening with Fred Astaire. 1980 erhielt er einen National Film Award, sowie eine Auszeichnung des Joffrey Ballet im Jahr 1986.

## Privatleben
Pan war nie verheiratet. Er war mit Schah Mohammad Reza Pahlavi befreundet, der ihn zur 2500-Jahr-Feier der Iranischen Monarchie nach Persepolis einlud. Des Weiteren war er auch mit Diego Rivera, der ein Porträt von ihm malte, eng befreundet. Gegen Ende seines Lebens besuchte er Griechenland, insbesondere die Geburtsstadt seines Vaters, wo er auch mit seinen griechischen Verwandten zusammentraf.